# Талаківка
Талакі́вка (до 1961 — Краснянка) — селище в Україні, в Сартанській селищній територіальній громаді Маріупольського району Донецької області. Розташоване над річкою Кальміус за 19 км від Маріуполя; 4113 мешканців (2015).

## Загальні відомості
Талаківка є північно-східним селищем-супутником Маріуполя. Із Талаківки щопівгодини в Маріуполь прямують автобуси за маршрутом № 51 Талаківка — ПК «Іскра», № 53 щогодини Павлопіль — ПК «Іскра», № 55 Гнутове — ПК «Іскра», № 68 6 разів на день Гнутове — Стан 3600.
Сартану та Талаківку між собою розділяє Кальміус, за яким розташований перший блокпост із Маріуполя. Рух автобусів може змінюватися через вогневу небезпеку.
Територіально Талаківка витягнута вздовж Кальміусу із південного заходу на північний схід. Дорога, що проходить селищем у напрямку Павлополя (північний напрямок), у центрі має відгалуження на Пікузи (східний напрямок). Тому більшість артобстрілів припадає на північно-східні околиці Талаківки.
На півночі, сході та південному сході довкола Талаківки були численні присадибні ділянки мешканців Маріуполя. Через активні військові дії значна кількість покинута, хоча, залежно від секторів обстрілів та попри активну канонаду, частину дач доглядають.
У Талаківці працює українська школа І—ІІ ступенів, де навчається понад 100 дітей. Учні 10—11 класів їздять на навчання або в Сартану, або в Маріуполь. 
Також у Талаківці міститься єдина в Донецькій області бібліотека-музей. Найцінніші видання — кілька книжок 1932 року. У музеї 3 виставкові зали та понад 3000 експонатів

## Новітня історія
19 вересня 2014 року під час оборони Маріуполя під час російсько-української війни від артилерійського обстрілу, вчиненого російськими військовиками та їхніми поплічниками, загорілися поля біля Талаківки. 22 вересня вдень знову почався мінометний обстріл, ведеться з боку Комінтернового по українському блокпосту 12-А, пошкоджені житлові будинки та газопровід, люди заздалегідь виїхали з Талаківки.
25 вересня проросійські бойовики атакували блокпост українських сил близько Талаківки, зав'язався бій. 28 вересня Талаківка бойовиками була обстріляна кілька разів.
1 жовтня блокпост під Талаківкою перемістили на схід через обстріли бойовиків селища.
27 жовтня вранці почався обстріл позицій АТО з боку збройних формувань так званої ДНР з мінометів і «Градів»; є інформація про постраждалих мирних жителів. Після того поблизу Талаківки терористи спробували штурмувати позиції українських сил, атаку бойовиків відбито, втрат серед вояків у бою немає. Вогнем знищено 1 танк та 1 автомобіль, бойовики зазнали втрат у живій силі.
29 жовтня 2014 року 63-річна пенсіонерка була госпіталізована із забійними ранами — зазнала їх на подвір'ї свого будинку внаслідок дії ударної хвилі під час артобстрілу. Снаряд влучив у бліндаж, від поранень померли в лікарні Юрій Загребельний та Артем Корнєв.
29 липня 2015-го під час розміновування ділянки поблизу Талаківки на встановленій російськими терористами міні підірвалися двоє саперів. Дмитру Загородньому відірвало ноги, був прооперований. 30 липня помер у маріупольській лікарні. Другий боєць був у важкому стані — Олексій Ярмолюк, помер 18 серпня у Київському військовому шпиталі.
9 серпня 2017 року один військовик зазнав поранення в Талаківці внаслідок обстрілу терористами. 25 серпня 2017-го внаслідок збройного протистояння під Талаківкою загинув вояк ЗСУ.
22 січня 2020 року, вдень, від кулі снайпера загинув Сорочук Микола Васильович, старший солдат, командир мінометного відділення 8-го окремого гірсько-штурмового батальйону 10-ї окремої гірсько-штурмової бригади Збройних сил України.

## Населення

### Мова
Розподіл населення за рідною мовою за даними перепису 2001 року:
| Мова            | Кількість | Відсоток |
| --------------- | --------- | -------- |
| російська       | 3722      | 89.47%   |
| українська      | 429       | 10.31%   |
| грецька         | 4         | 0.10%    |
| вірменська      | 3         | 0.07%    |
| інші/не вказали | 2         | 0.05%    |
| Усього          | 4160      | 100%     |

За даними перепису 2001 року населення селища становило 4160 осіб, із них 10,31 % зазначили рідною мову українську, 89,47 % — російську, 0,10 % — грецьку, 0,07 % — вірменську мову.
Динаміка чисельності населення
| Рік  | Кількість мешканців |
| ---- | ------------------- |
| 1897 | 652                 |
| 1959 | 2886                |
| 1970 | 3574                |
| 1979 | 4502                |
| 1987 | 4600                |
| 1988 | 4600                |
| 1989 | 3848                |
| 1992 | 3900                |
| 1998 | 3800                |
| 2001 | 4160                |
| 2004 | 4100                |
| 2009 | 4160                |
| 2010 | 4155                |
| 2011 | 4129                |
| 2012 | 4137                |
| 2013 | 4130                |
| 2014 | 4133                |
| 2015 | 4113                |

## Галерея

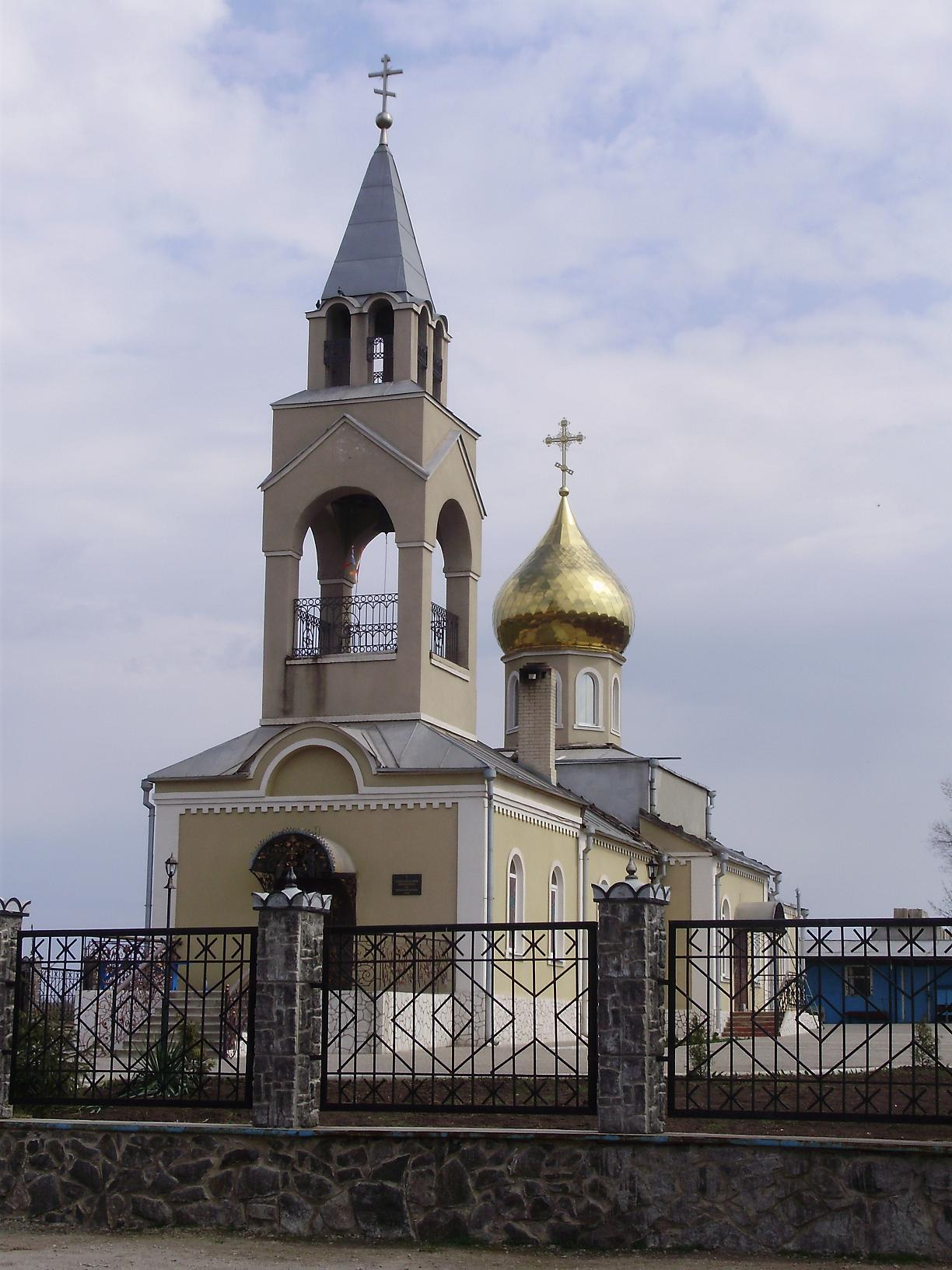
Церква у Талаківці
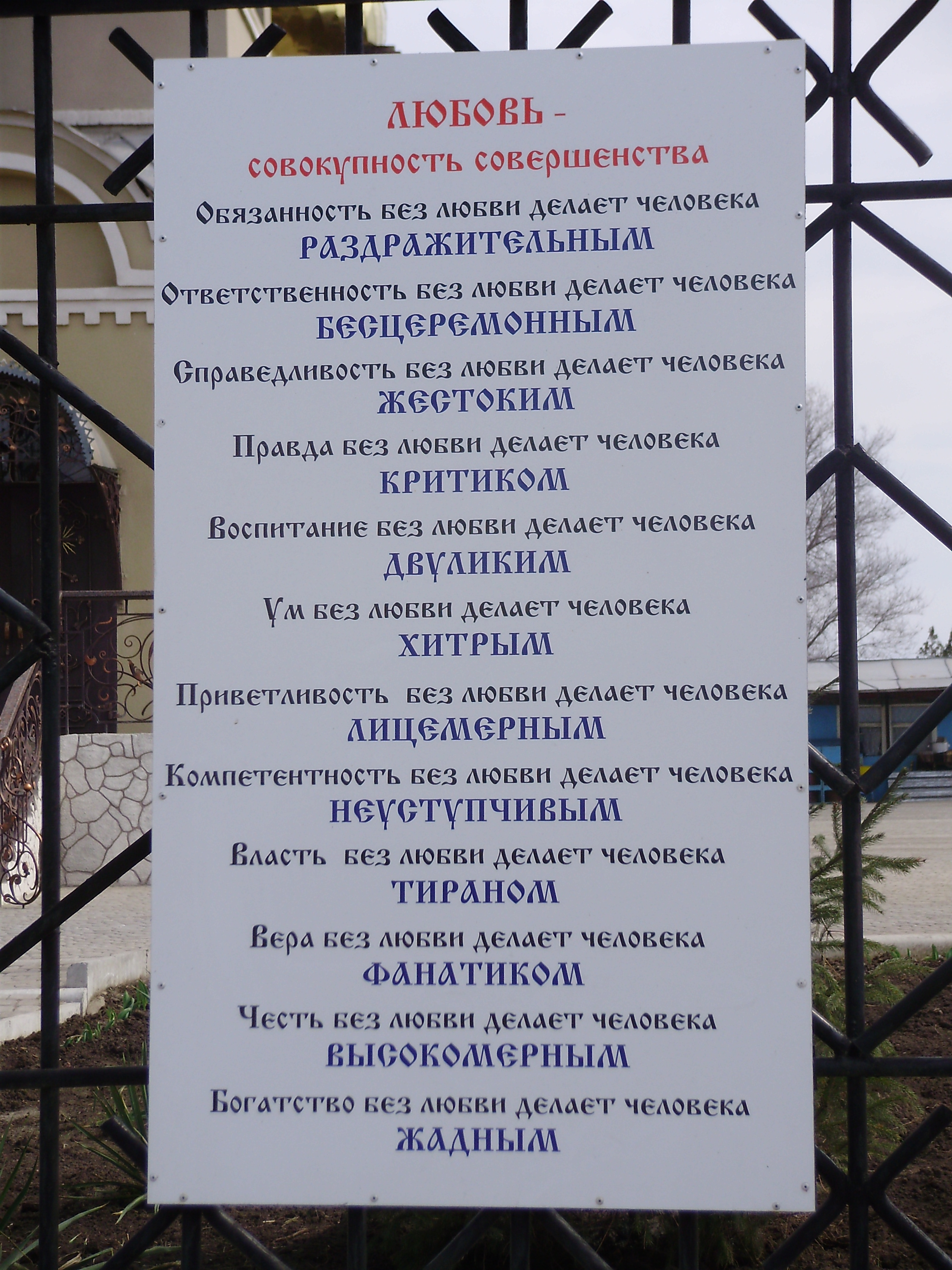
Послання на огорожі